# Northern Soul

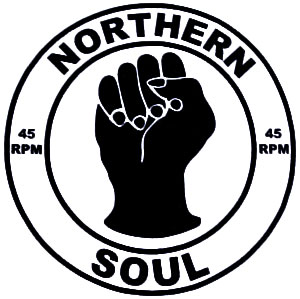
Logo

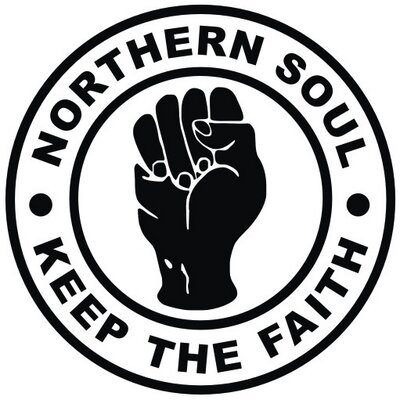
„Keep the Faith“ z.dt. "bewahre den Glauben" ist eine Redewendung der Northern-Soul Bewegung. Es symbolisiert die Verbundenheit zur Szene.

Northern Soul [ˌnɔːðən ˈsoʊl] (auch als Rare Soul bezeichnet) ist eine britische Musikbewegung, die sich Ende der 1960er Jahre herausbildete. Northern Soul beinhaltet nicht nur eine kaum abgrenzbare Musikrichtung, sondern auch eine Subkultur, welche sich hauptsächlich über das Wiederentdecken und leidenschaftliche Sammeln gut tanzbarer, seltener und weitestgehend unbekannter Soulmusik vorwiegend amerikanischer Herkunft sowie einer sich damit identifizierenden Clubszene definiert. Die Northern-Soul-Bewegung gehört mit ihrer über 40-jährigen Geschichte zu den ältesten noch bestehenden Musikszenen der Popkultur.
Den Begriff Northern Soul prägte der legendäre Plattenladenbesitzer und Soul-Guru David Godin, der im Juni 1970 in einer Kolumne im Blues & Soul Magazine die in den nordenglischen Clubs besonders beliebte rare Soulmusik so bezeichnete.

## Geschichte

### Ursprünge und Anfänge
Die Ursprünge von Northern Soul liegen in der Modkultur der 1960er. Zu den Hauptelementen dieser Jugendkultur zählten die Mode, die Musik und das Tanzen.
Die Mods hörten neben Beatmusik, Modern Jazz sowie Ska und Rocksteady aus Jamaika auch amerikanischen Rhythm and Blues und Soul wie beispielsweise den vom Detroiter Motown-Label (Supremes, The Temptations, Marvin Gaye etc.) oder dem Label Stax Records aus Memphis (Otis Redding, Sam & Dave). Ende der 1960er begannen andere Jugendkulturen, unter anderem die der Skinheads, die Modkultur abzulösen. Die Liebe zur Soulmusik und ein exzessiver Kult des Tanzens sollten sich im Northern Soul fortsetzen. Northern Soul sollte auch ein Sammelbecken für die Mods bilden, die sich mehr zu Schwarzer Musik hingezogen fühlten. Die neue Subkultur sollte einige Elemente der Mods übernehmen.
Anfang der 1970er Jahre entwickelte sich Soul in Richtung langsameren Modern Soul und Phillysound. Gitarrenbasierter Funk, Progressive Rock und Psychedelica wurden populär. Während im trendbewussten London die Clubs sofort diese neuen Musikrichtungen aufsogen und spielten, tat sich das meist der Arbeiterklasse entstammende Publikum in den Clubs im Norden Englands (insbesondere in den Grafschaften Lancashire und Yorkshire) mit dieser Musik schwerer. Die dortigen Soulfans konnten sich mit der neueren schwarzen Tanzmusik nicht anfreunden und sperrten sich gegen die neuen, eher kurzlebigen Trends. So bildete sich schnell eine Nische in einigen Clubs, wo man weiterhin die mehr vom Rhythm & Blues beeinflusste Soulmusik aus den 1960ern mit ihren Bläsergruppen und Backgroundchören spielte.
Da die Clubs ihrem Publikum trotzdem „neue“ Musik bieten wollten, begann man verstärkt, wenig bekannte Soulstücke zu spielen. Nach und nach sollten so die kommerziellen und bekannten Soultitel, an denen man sich sozusagen satt gehört hatte, fast vollständig aus dem Repertoire verschwinden.

#### Rarer Soul der 1960er
In der Soul-Ära der 1960er gab es ein riesiges Potenzial unter hervorragend ausgebildeten schwarzen Künstlern. So wurde auf kleinen lokalen Labels eine Unzahl an Soultiteln (schätzungsweise 30.000) produziert. Die kleinen Labels versuchten meist erfolglos in den engen nationalen Markt für Soulmusik einzudringen, der von den großen Labels Motown, Stax, Atlantic, ABC-Paramount, Mercury, RCA Victor und Capitol dominiert wurde. Sie veröffentlichten ihre Singles nur in geringen Stückzahlen, weil den kleinen unabhängigen Labels aufgrund fehlender finanzieller Mittel für Werbung und einen eigenen landesweiten Vertrieb nichts anderes übrig blieb, als sich auf einen regionalen oder gar lokalen Markt zu konzentrieren. Viele Aufnahmen wurden sogar nur zu Werbezwecken gepresst und blieben unveröffentlicht, weil sie ihre Kosten nicht wieder eingespielt hätten.
Einige dieser Labels schafften es mit ihren Titeln in die unteren Regionen der damals von weißen Künstlern dominierten nationalen oder regionalen Charts und der schwarzen R&B-Charts. Die meisten Produktionen gingen aber in der Masse der Veröffentlichungen unter, wurden nie im Radio gespielt und erreichten somit auch keine Hitparadenplatzierungen. Sie waren damals kommerziell gesehen Flops.
Die kleinen Plattenfirmen kamen überwiegend aus großen Städten wie Chicago, Detroit, New York, Philadelphia und Los Angeles und hatten ihren Sitz meist in den schwarzen Ghettos. Aufgrund dessen wurde die Musik auch als Ghetto Soul bezeichnet. Dieser urbane Soul hob sich im Sound meist deutlich von den Produktionen der großen etablierten Labels ab, die oft den Hörgewohnheiten eines weißen Mittelklasse-Publikums angepasst wurden und damit charttauglicher waren.
Die Titel waren schneller und gut tanzbar. Sie zeichneten sich meist durch einen durchgehenden, markanten Beat im 4/4-Takt mit einer Geschwindigkeit von etwa 125 BPM aus. Die Grundstimmung der Stücke war durchgehend optimistisch. Sie klangen auch aufgrund ihrer unaufwändigeren Produktion viel rauer als die Musik der großen Labels und wirkten damit unverfälschter und authentischer.
Die kommerziell gescheiterten Aufnahmen gerieten schnell in Vergessenheit. Viele Platten lagen vergessen in Lagerhäusern herum oder landeten in Second-Hand- oder Trödelläden. Ein Teil der schweren Vinyl-Singles wurde sogar als Schiffsballast verwendet.

#### Wiederentdeckung
Um den steigenden Bedarf der Northern-Soul-Clubszene an raren Soulplatten weiterhin decken zu können, begannen DJs und Sammler in den frühen 1970ern in die USA zu reisen, um dort weitere unbekannte Perlen dieser Musik aufzuspüren. Insbesondere die Trödelhändler waren erleichtert, die schlecht verkäufliche Ware für ein paar Cents losgeworden zu sein, ohne zu wissen, dass diese in Großbritannien eines Tages vielleicht für mehrere hundert britische Pfund pro Stück den Besitzer wechseln würden.
Northern Soul sollte den unbekannten Soulstücken, deren Epoche längst vorbei zu sein schien, zu Beachtung oder oftmals überhaupt erst zu einem Publikum verhelfen.
Mit der Zeit wurden die wiederentdeckten Singles immer obskurer. Als das wohl rarste Northern-Soul-Label gilt Shrine aus Washington. Während der Rassenunruhen Mitte der 1960er Jahre wurde ein Großteil der Lagerbestände durch einen Brand im Gebäude der Firma vernichtet. Die wenigen noch erhaltenen Kopien erzielen heute Rekordpreise.

#### Clubszene
Northern Soul fand schnell regen Zulauf und breitete sich später in ganz Großbritannien aus. Die Musik war exklusiv und vom Mainstream ungehört. Die Anhänger wollten sich von der Masse abheben und wirkten dabei für Außenstehende elitär. Aus der Liebe der nordenglischen Jugend zu alter Soulmusik und der aus der Not geborenen Sammelleidenschaft insbesondere von DJs entwickelte sich eine eigene Clubszene, die diese Soulmusik feierte und zu ihr tanzte. Viele Clubs spielten von nun an mindestens an einem Abend in der Woche ausschließlich diese alte und gleichzeitig „neue“ schnelle Soulmusik, die man in den USA aufgespürt hatte.
Die bekanntesten und einflussreichsten nordenglischen Northern-Soul-Clubs der 1970er und 1980er Jahre waren das Twisted Wheel in Manchester, das Golden Torch in Stoke-on-Trent, das Blackpool Mecca und das Wigan Casino. Sie gehörten zu den ersten Clubs, die die musikalische Ausrichtung von Clubnächten auf den größtenteils unbekannten Soul der 1960er fokussierten. Charakteristisch für Northern Soul waren große Partys, die in Jugendclubs, Arbeiterklubs, Tanzhallen oder sogar auf Seebrücken stattfanden. Bei den Veranstaltungen war es bald üblich, dass Plattenstände aufgebaut wurden, um die Szenegänger mit Soul-Singles zu versorgen.

#### Allnighter
Die Northern-Soul-Partys nannte man nach dem Vorbild der Modkultur „Allnighter“ oder „Weekender“. Allnighter sind ausgelassene Partys, die die ganze Nacht über dauern. Weekender sind das Entsprechende, sofern über das ganze Wochenende gefeiert wird. Die Northern Soul-Szene gehört mit ihren nächtlichen Partys, die auch damals noch eher ungewöhnlich waren, ebenso wie die Modkultur somit zu den Vorläufern der Ravekultur.
Allerdings gab es neben den nächtlichen Partys noch eine damit eng verbundene Parallele zu den Mods. Aufputschmittel („Speed“) wurden hier ebenso als Tanzmusik-Droge konsumiert, um die ganze Nacht durchhalten zu können. Auch die Mods nahmen schon reichlich Pillen zu sich.
Getanzt wurde damals meist in einer relativ festen Schrittfolge. Diese Schrittfolge wurde von geübten Tänzern mit akrobatischen Elementen, die dem Breakdance ähnelten, kombiniert. Auf den Partys gab es im Unterschied zu anderen Subkulturen keinen bestimmten durchgängigen Dresscode. Allerdings war auch die Northern-Soul-Szene anfangs von bestimmten modischen Einflüssen geprägt.
Northern-Soul-Fans trugen ferner weit verbreitete Aufnäher und Abzeichen (engl. Badges), die bei jedem Clubabend ausgegeben wurden, um die Zugehörigkeit zur Northern-Soul-Szene und bestimmten Clubs kundzutun, wiederum eine Parallele zur Modkultur.
Die DJs verhalfen dabei einer fast vergessenen Musik in einem neuen Kontext und Umfeld zur Anerkennung. Nebenbei nutzten sie den Mangel an Platten für sich, um mit Hilfe einfacher Tricks ihren eigenen Marktwert zu steigern. Beispielsweise überklebten sie die Labels der Platten und gaben ihnen andere Titel- und Interpretennamen (so genannte cover-ups). Wenn die Platten in den Clubs zu Hits wurden, konnte kein DJ sie spielen, solange bis jemand ein weiteres Exemplar der Single entdeckte und so die wahre Identität aufgedeckt wurde. Das konnte manchmal Jahre dauern. Mit dieser Taktik der DJs verstärkte sich nebenbei der Exklusivitätsanspruch der Northern-Soul-Liebhaber und die Sammler konzentrierten sich auf immer rarere Platten.
Viele in den USA unbekannte, unterschätzte oder längst vergessene Soulkünstler wurden zu Auftritten in die Clubs eingeladen und dort euphorisch gefeiert. Um einige entwickelte sich ein regelrechter Starkult, beispielsweise um Major Lance und Dobie Gray. Während Lance der Superstar der Szene wurde, hatte Dobie Gray mit The In Crowd einen der größten Northern-Soul-Hits.

### Weitere Entwicklung
Die Northern-Soul-Szene in Großbritannien hat in ihrer Geschichte immer wieder Höhen und Tiefen durchlaufen. Am populärsten war die Northern-Soul-Szene in den 1970er Jahren und Anfang der 1980er Jahre. Damals konnte Northern Soul so viel Aufmerksamkeit verbuchen, dass man von mehr als nur einer Subkultur sprechen kann.
In dieser Zeit versuchten britische Labels sogar direkt auf diese Szene zugeschnittene, neue Aufnahmen zu veröffentlichen und somit die Szene zu kommerzialisieren. Diese Neuaufnahmen konnten den Klang und das Gefühl der alten Aufnahmen zwar recht gut nachahmen, wurden von den Fans aber kaum angenommen, so dass diese Versuche bald wieder eingestellt wurden.

#### Sammeln: Teure Singles und günstige Nachpressungen
Die ungebrochene Sammelleidenschaft der Soulfans und vor allem der DJs eröffnet auch heute noch einen florierenden Markt für seltene Soul-Singles. Die Exklusivität der Originalpressungen macht dies allerdings zu einem teuren Hobby.
Das allgemein sehr hohe Preisniveau der Singles wird in erster Linie von ihrer Seltenheit und der Nachfrage zahlungskräftiger englischer Sammler und Top-DJs bestimmt. Die künstlerische Qualität der Aufnahme spielt dabei nur eine untergeordnete Rolle. Für Northern-Soul-Puristen zählt nicht nur die Originalität der Aufnahme, sondern in erster Linie die Originalität des Trägermediums, die rare Vinylkopie. Viele Scheiben erreichen horrende Preise bis zu mehreren tausend Pfund. Als teuerste Northern-Soul-Single gilt ein Exemplar von Frank Wilsons „Do I love you (Indeed I Do)“ (zwei sind noch existent), das 1999 für 15.000 Pfund von einem schottischen Sammler ersteigert wurde.
Von vielen Originaltiteln gibt es allerdings günstige Nachpressungen und eine Unzahl von Compilations auf LP oder CD. Auf Wiederveröffentlichungen spezialisierte Labels wie beispielsweise Kent veröffentlichten ganze Backing-Kataloge von Northern-Soul-Labels. Die Preise, die Sammler für Originale zahlen, erscheinen durch ein Beispiel noch eindrucksvoller: Die CD-Compilation „For Millionaires Only“ kann man zum normalen CD-Preis (etwa 12 Pfund in Großbritannien) erwerben. Sie enthält 18 Titel, deren Gesamtgegenwert der Originalsingles annähernd 10.000 Pfund beträgt. Ein weiterer Vorteil der Wiederveröffentlichungen ist die durch ein Remastering oftmals erheblich verbesserte Klangqualität.
Die Akzeptanz solcher Nachpressungen und Neuauflegungen ist aber höchst unterschiedlich. Puristen sind strikt dagegen, weil diese für sie nicht ausreichend Authentizität besitzen. In Großbritannien würden auf einer respektierten Northern-Soul-Veranstaltung beispielsweise nie CDs gespielt werden. Durch die Wiederveröffentlichungen musste die Northern-Soul-Szene um die Exklusivität ihrer Musik, das wesentliche Element dieser Subkultur fürchten. Sie führen durch ihren niedrigen Preis automatisch zu einer höheren Bekanntheit und einem niedrigeren Seltenheitswert der Stücke. Wenn die Titel einmal populär sind und von einem größeren Publikum gehört werden, sind sie im Sinne des Northern Soul uninteressant geworden.

#### Revivals und musikalische Öffnung
Die meisten Clubs der Anfangszeit sind heute längst geschlossen oder die Veranstaltungen mussten anderen Musikstilen weichen. Der dienstälteste englische Northern-Soul-Club in Großbritannien ist der 100 Club in London. Durch Revivals in den 1980ern, insbesondere durch Coverversionen alter Northern-Soul-Titel, zum Beispiel Soft Cells „Tainted Love“ (Original von Gloria Jones) oder Yazz’ „The Only Way is Up“ (Original von Otis Clay), ausgelöst und Mitte der 1990er Jahre wurde die Szene nach Krisen durch den harten Kern, den Sammlern und DJs, immer wieder neu belebt.
Musikalisch hat sich die Northern-Soul-Szene schon lange anderen Strömungen geöffnet. Die meisten der anfangs gespielten schnellen Stücke mit ihrem markanten Beat, die so genannten Stomper (engl. Stampfer), sind schon seit zwanzig Jahren entdeckt. Ruhigere Stücke, Beat, Rhythm & Blues und der gefälligere, elegant anmutende Modern Soul der frühen 1970er Jahre, der sich später im populäreren aber trivialen Disco-Sound fortsetzte, sind heute weithin akzeptiert und von den Allnightern kaum noch wegzudenken. Ihr Überleben hat die Northern-Soul-Szene neben der Faszination der Soulmusik, der auch heute noch viele Musikfans erliegen, in erster Line auch dieser musikalischen Öffnung zu verdanken.

## Northern Soul-Szenen außerhalb Großbritanniens
In anderen Ländern Europas, bildeten sich besonders in Deutschland, Frankreich, den Niederlanden, Belgien, Österreich und Italien in den 1980ern kleine Ablegerszenen. Hier musste man allerdings am Anfang mangels der raren und teuren Singles mehr LPs mit Wiederveröffentlichungen von Back Katalog-Labels wie Kent und Soul Supply auflegen, so dass die Fixierung auf die Originalität der Pressung bis heute nicht ganz so stark ist wie in Großbritannien. Deshalb werden bis heute gern nachgepresste LPs aufgelegt.

### Northern Soul in Deutschland
In Deutschland entwickelte sich Mitte der 1980er Jahre im Zuge eines Mod-Revivals eine kleine Northern-Soul-Szene mit einer relativ losen Anhängerschaft. Anfangs wurde Northern Soul insbesondere auf Mod- und Scooterboy-Partys neben Ska, Beat oder Garage Rock gespielt. Nachdem sich der Sound etabliert hatte, wurden auch reine Northern-Soul-Partys veranstaltet. Von Anfang an wurden gern britische DJs gebucht, da sie logischerweise über ein größeres Repertoire verfügten. In dieser Zeit erschien das erste deutschsprachige Northern-Soul-Fanzine (Heart and Soul) zum ersten Mal. 1990 war die deutsche Szene reif für den ersten Weekender. Er fand in Berlin statt.
Mit der Wiedervereinigung und der beginnenden Technowelle nahm das Interesse an Northern Soul Anfang der 1990er wieder ab und es gab nur noch vereinzelte Partys. Dies wurde beispielsweise in Berlin deutlich, das zu dieser Zeit größere musikalische Abenteuer in Ost-Berliner Fabrikhallen bot. Der im Juni 1991 in Berlin stattgefundene Northern-Soul-Weekender, bei dem mehrere britische DJs auflegten, war auch aus oben genannten Gründen ein Misserfolg.
Seit Mitte der 1990er Jahre erlebt die Szene in Deutschland durch das erneute englische Northern-Soul-Revival wieder verstärkten Zulauf und zahlreichere Veranstaltungen. Ein gewisses Verdienst daran hat auch später das Internet. So ermöglicht es Ende der 1990er Jahre eine rege Vernetzung der bisher eher regional beschränkten Szenen und eine einfache sowie effektivere, deutschlandweite Kommunikation von Nachrichten und Veranstaltungsterminen.
Allerdings ist Northern Soul in Deutschland auch heute noch ein Geheimtipp. In größeren Städten (unter anderem in Aachen, Köln, Braunschweig, Bremen, Frankfurt am Main, Leipzig sowie im Rheinland und im Ruhrgebiet) werden vorwiegend unregelmäßig stattfindende Allnighter organisiert. Vor allem in Berlin, Hamburg und München, Dresden und Nürnberg gibt es außerdem regelmäßige Event-Reihen, wie z. B. von 1997 bis Ende 2014 die Reihe Deeper Shade im Münchener Atomic Café. Ansonsten sind in Deutschland auch wieder einige Weekender zu finden, auf denen Northern Soul gespielt wird, wie beispielsweise in Aachen, Hamburg, Dresden, Nürnberg oder Bamberg, wo jedes Jahr bekannte Northern-Soul-DJ-Größen anzutreffen sind.

## Einige oft gespielte Vertreter
- Little Anthony & the Imperials
- Archie Bell & the Drells
- Just Brothers
- Maxine Brown
- Gene Chandler
- Chris Clark
- The Contours
- R. Dean Taylor
- The Exciters
- Dobie Gray
- Brenda Holloway
- Tommy Hunt
- Imaginations
- Millie Jackson
- Marv Johnson
- Gloria Jones
- Major Lance
- Tami Lynn
- The Manhattans
- Barbara McNair
- Jimmy Radcliffe
- Edwin Starr
- The Tams
- Kim Weston
- Al Wilson
- Jackie Wilson